# Río Sus

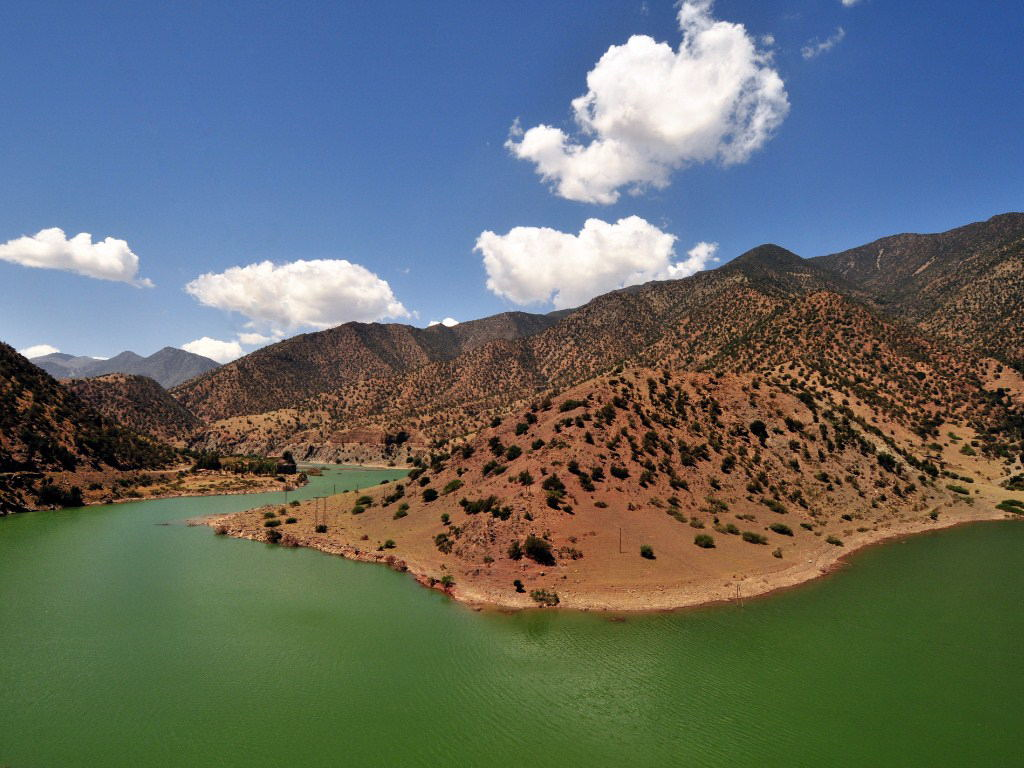
Embalse del uadi Sus cerca de Taroudannt

El río Sus  (en árabe واد سوس; en Tashelhit ⴰⵙⵉⴼ ⵏ ⵙⵓⵙ; también Assif n'Souss, y en francés, Souss)   es un río de Marruecos, que nace en la cordillera del Atlas, atraviesa una depresión en la región de Sus, a la que da nombre, y desemboca en el océano Atlántico.

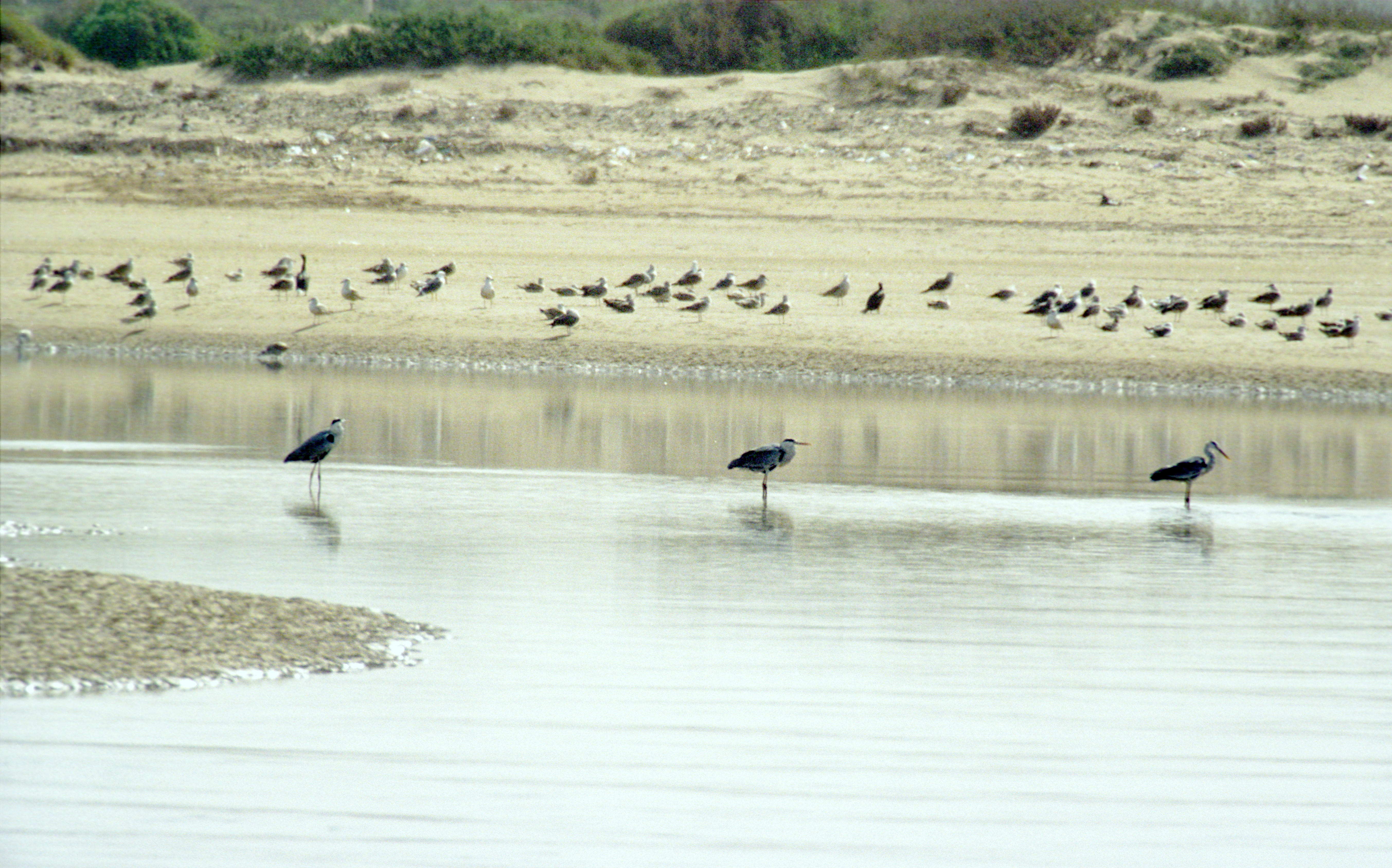
Aves playeras junto a la orilla

La desembocadura del río Sus es, junto con la del río Masa un sitio Ramsar por su riqueza en avifauna. Situada junto a las ciudades de Agadir e Inezgane, constituye el límite septentrional del parque nacional de Sus-Masa.